# Charmes (Côte-d'Or)
Pour les articles homonymes, voir Charmes.
Charmes est une commune française située dans le département de la Côte-d'Or, en région Bourgogne-Franche-Comté.

## Géographie
Cette commune est située entre les villages de Mirebeau-sur-Bèze et Pontailler-sur-Saône. Située proche de la Bèze, l'activité principale de la commune tourne autour de l'agriculture et de l'élevage.

### Climat
Pour des articles plus généraux, voir Climat de la Bourgogne-Franche-Comté et Climat de la Côte-d'Or.
En 2010, le climat de la commune est de type climat des marges montargnardes, selon une étude du Centre national de la recherche scientifique s'appuyant sur une série de données couvrant la période 1971-2000. En 2020, Météo-France publie une typologie des climats de la France métropolitaine dans laquelle la commune est dans une zone de transition entre le climat océanique altéré et le climat océanique altéré et est dans la région climatique Bourgogne, vallée de la Saône, caractérisée par un bon ensoleillement (1 900 h/an), un été chaud (18,5 °C), un air sec au printemps et en été et des vents faibles.
Pour la période 1971-2000, la température annuelle moyenne est de 10,7 °C, avec une amplitude thermique annuelle de 17,8 °C. Le cumul annuel moyen de précipitations est de 857 mm, avec 12,2 jours de précipitations en janvier et 8,1 jours en juillet. Pour la période 1991-2020, la température moyenne annuelle observée sur la station météorologique de Météo-France la plus proche, « Poyans », sur la commune de Poyans à 12 km à vol d'oiseau, est de 11,1 °C et le cumul annuel moyen de précipitations est de 911,8 mm,. Pour l'avenir, les paramètres climatiques de la commune estimés pour 2050 selon différents scénarios d'émission de gaz à effet de serre sont consultables sur un site dédié publié par Météo-France en novembre 2022.

## Urbanisme

### Typologie
Au 1er janvier 2024, Charmes est catégorisée commune rurale à habitat dispersé, selon la nouvelle grille communale de densité à 7 niveaux définie par l'Insee en 2022.
Elle est située hors unité urbaine. Par ailleurs la commune fait partie de l'aire d'attraction de Dijon, dont elle est une commune de la couronne,. Cette aire, qui regroupe 333 communes, est catégorisée dans les aires de 200 000 à moins de 700 000 habitants,.

### Occupation des sols
L'occupation des sols de la commune, telle qu'elle ressort de la base de données européenne d’occupation biophysique des sols Corine Land Cover (CLC), est marquée par l'importance des territoires agricoles (91,2 % en 2018), une proportion identique à celle de 1990 (91,2 %). La répartition détaillée en 2018 est la suivante : terres arables (91 %), zones urbanisées (3,9 %), forêts (3,4 %), milieux à végétation arbustive et/ou herbacée (1,6 %), prairies (0,2 %). L'évolution de l'occupation des sols de la commune et de ses infrastructures peut être observée sur les différentes représentations cartographiques du territoire : la carte de Cassini (XVIIIe siècle), la carte d'état-major (1820-1866) et les cartes ou photos aériennes de l'IGN pour la période actuelle (1950 à aujourd'hui).

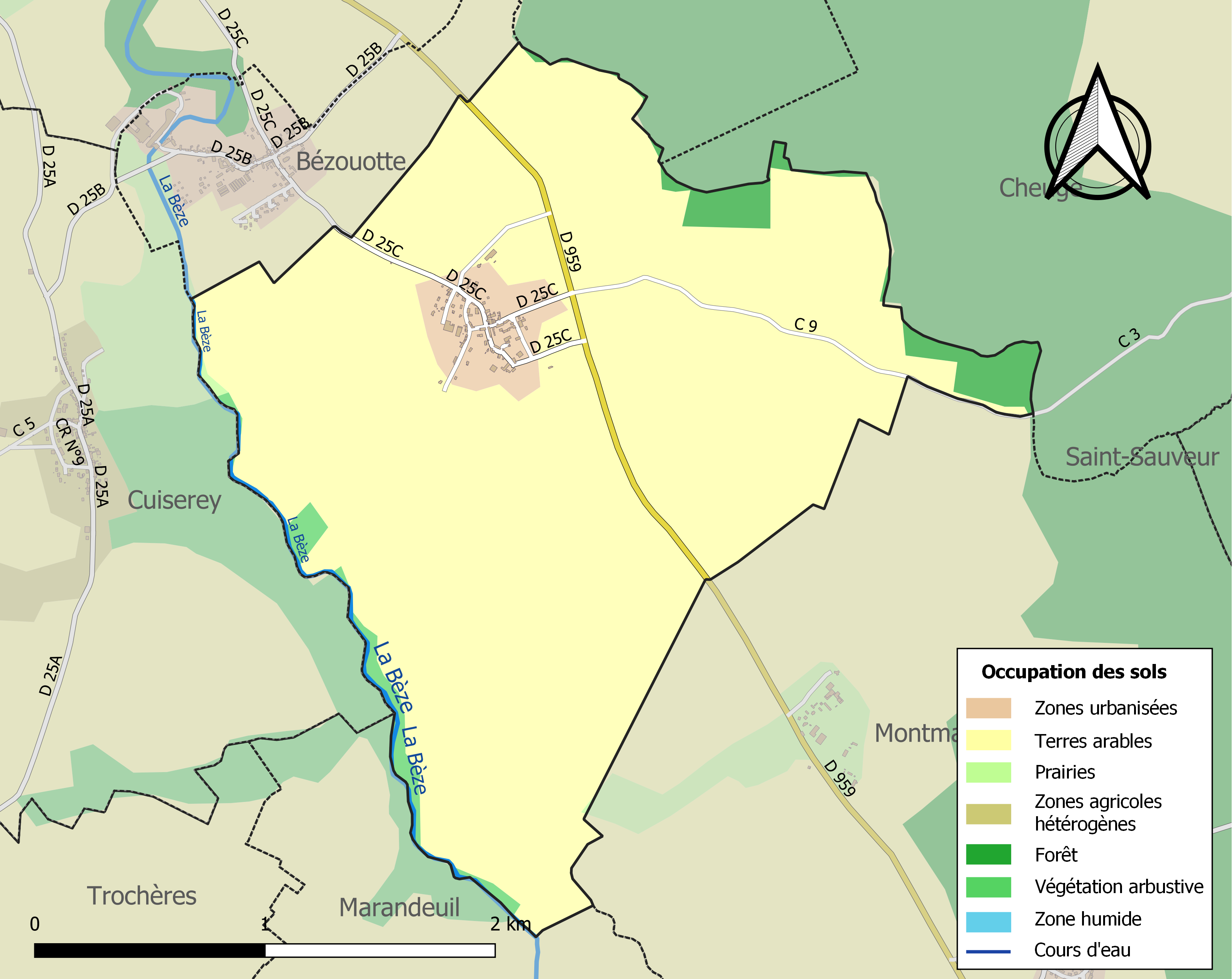
Carte des infrastructures et de l'occupation des sols de la commune en 2018 (CLC).

## Toponymie
Le nom de Charmes vient de chaume qui sont les restes des épis de blé après la moisson.

## Histoire
Charmes est aussi un petit village qui a compté plusieurs châteaux dont des vestiges subsistent.

## Politique et administration
| Période                                  | Période                         | Identité       | Étiquette | Qualité                                             |
| ---------------------------------------- | ------------------------------- | -------------- | --------- | --------------------------------------------------- |
| Les données manquantes sont à compléter. |                                 |                |           |                                                     |
| mars 2001                                | mars 2008                       | Bernard Lenoir | -         | -                                                   |
| mars 2008                                | En cours (au 11 septembre 2020) | Didier Lenoir  | -         | Agriculteur, Président de la Communauté de Communes |

## Démographie
L'évolution du nombre d'habitants est connue à travers les recensements de la population effectués dans la commune depuis 1793. Pour les communes de moins de 10 000 habitants, une enquête de recensement portant sur toute la population est réalisée tous les cinq ans, les populations de référence des années intermédiaires étant quant à elles estimées par interpolation ou extrapolation. Pour la commune, le premier recensement exhaustif entrant dans le cadre du nouveau dispositif a été réalisé en 2004.

En 2022, la commune comptait 119 habitants, en évolution de −14,39 % par rapport à 2016 (Côte-d'Or : +0,82 %, France hors Mayotte : +2,11 %).
| 1793 | 1800 | 1806 | 1821 | 1831 | 1836 | 1841 | 1846 | 1851 |
| ---- | ---- | ---- | ---- | ---- | ---- | ---- | ---- | ---- |
| 163  | 152  | 173  | 182  | 205  | 219  | 214  | 210  | 228  |

| 1856 | 1861 | 1866 | 1872 | 1876 | 1881 | 1886 | 1891 | 1896 |
| ---- | ---- | ---- | ---- | ---- | ---- | ---- | ---- | ---- |
| 213  | 183  | 181  | 164  | 160  | 160  | 160  | 152  | 148  |

| 1901 | 1906 | 1911 | 1921 | 1926 | 1931 | 1936 | 1946 | 1954 |
| ---- | ---- | ---- | ---- | ---- | ---- | ---- | ---- | ---- |
| 131  | 135  | 148  | 114  | 119  | 110  | 103  | 96   | 80   |

| 1962 | 1968 | 1975 | 1982 | 1990 | 1999 | 2004 | 2006 | 2009 |
| ---- | ---- | ---- | ---- | ---- | ---- | ---- | ---- | ---- |
| 73   | 85   | 70   | 89   | 108  | 108  | 119  | 123  | 123  |

| 2014 | 2019 | 2022 | - | - | - | - | - | - |
| ---- | ---- | ---- | - | - | - | - | - | - |
| 136  | 127  | 119  | - | - | - | - | - | - |

## Culture locale et patrimoine

### Lieux et monuments
- Maison forte de Charmes.
- La commune possède une croix ainsi qu'une Vierge récemment rénovée se situant près du château d'eau.

Début 2017, la commune est « réputée sans clochers ».

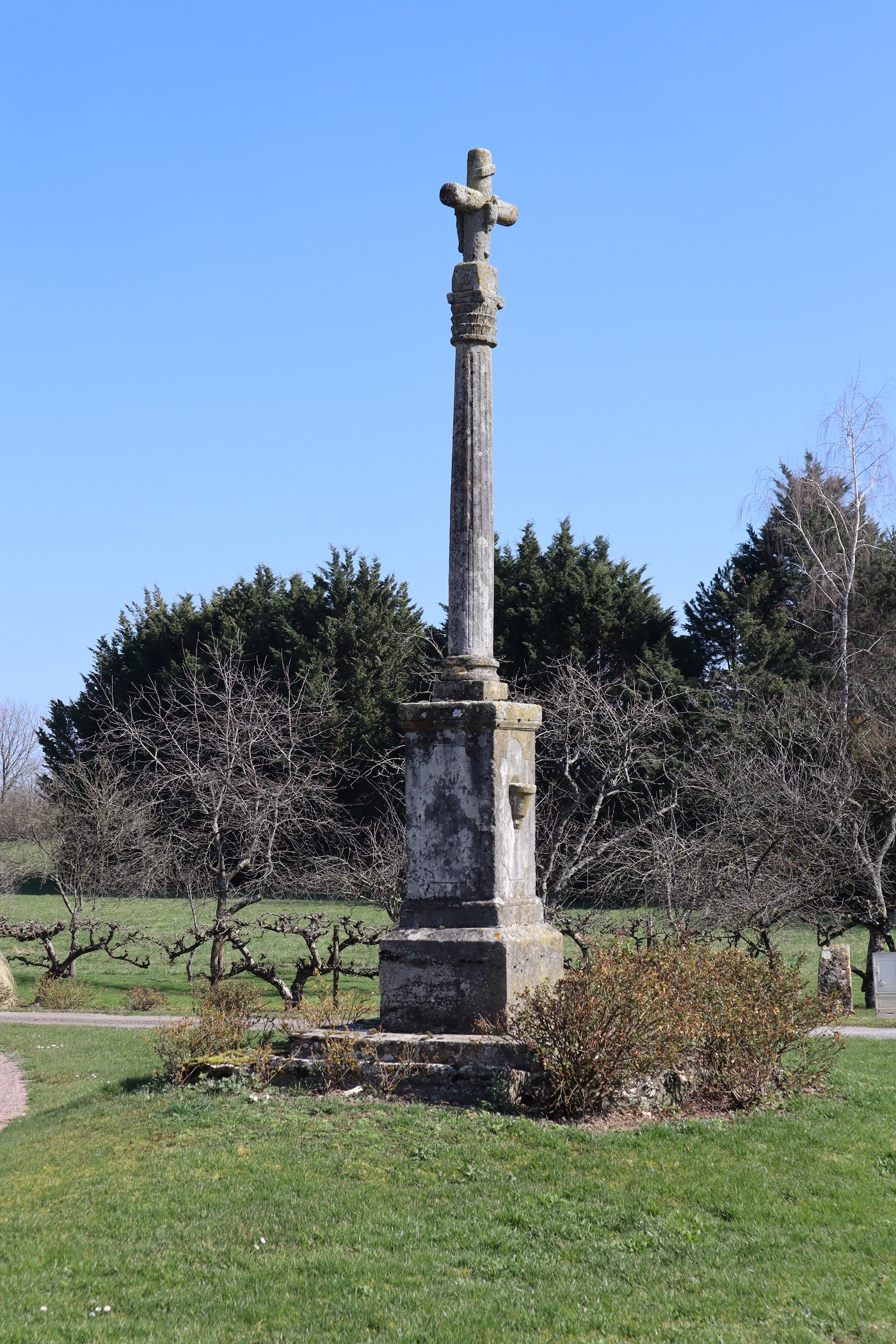
La croix de Charmes.
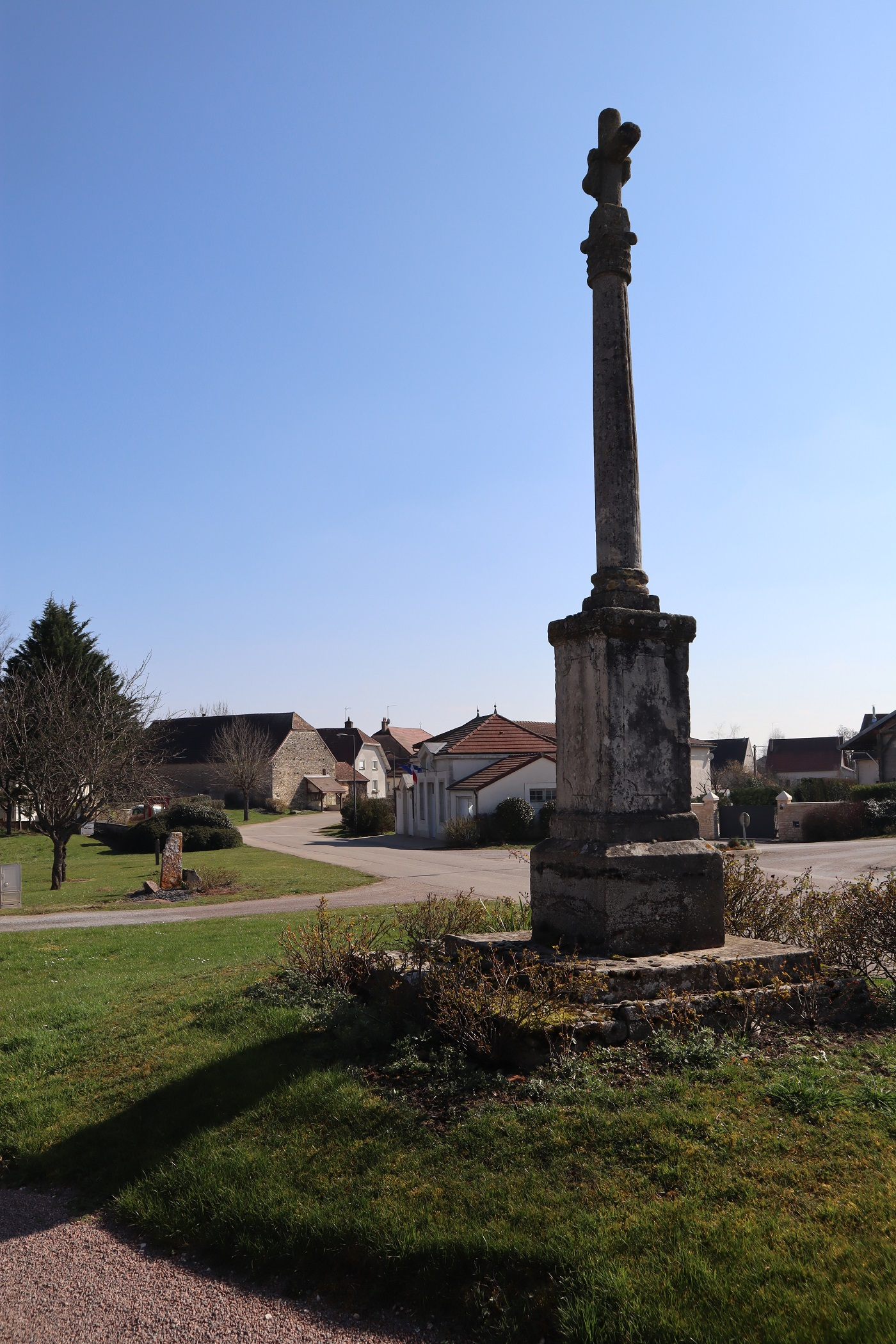
Croix et bourg de Charmes.

### Héraldique
| Blason de Charmes | Blason  | D'argent à la bande de gueules chargée de trois quintefeuilles d'or, posées à plomb. |
| Blason de Charmes | Détails | Le statut officiel du blason reste à déterminer.                                     |